# Leakey (Texas)
Pour les articles homonymes, voir Leakey.
La ville américaine de Leakey est le siège du comté de Real, dans l’État du Texas. Elle comptait 425 habitants lors du recensement de 2010.

## Source
- (en) Cet article est partiellement ou en totalité issu de l’article de Wikipédia en anglais intitulé « Leakey, Texas » (voir la liste des auteurs).